# Tsukamurella tyrosinosolvens
Tsukamurella tyrosinosolvens es una bacteria grampositiva del género Tsukamurella. Descrita en el año 1997. Su etimología hace referencia a la hidrólisis de tirosina. Es aerobia. En agar BHI forma colonias amarillas, secas y rugosas. Crece a 24 y 37 °C, pero no a 45 °C. Resistente a estreptomicina, isoniacida, etambutol, rifampicina, capreomicina y cicloserina. Se aisló a partir de  hemocultivos de pacientes con implantes cardíacos y de esputos de pacientes con infecciones pulmonares crónicas. 

## Clínica
Tras su descripción, se ha aislado esta especie en múltiples ocasiones, siendo actualmente la más predominante del género. Entre las infecciones humanas que puede causar, se encuentran infecciones por catéter, bacteriemia y además ha sido aislada de esputos. Por otro lado, se ha descrito un caso como causante de otitis media y absceso cerebral, de conjuntivitis, de queratitis, neumonía tras trasplante de pulmones y embolismo séptico pulmonar derivado de catéter.

## Hábitat
En cuanto a los aislamientos ambientales, se ha encontrado en suelos y del lodo de una planta de tratamiento de aguas, observando que muestra actividad para degradar el ftalato de dibutilo (DBP). En otros estudios se ha observado que tiene cierta actividad como control de la plaga de Phytophtora y un gran potencial en la degradación de alcanos. También se ha aislado de animales, como en el grillo topo del sur (Scapteriscus borrellii). Los últimos estudios indican como sinónimo de esta especie a Tsukamurella carboxydivorans, que se aisló en el año 2009 de muestras de suelo en Corea del Sur y posteriormente en suelos contaminados con petróleo en Rumania, mostrando su posible papel en la degradación de alcanos.